# Trafford FC
Trafford FC är en engelsk fotbollsklubb i Flixton, grundad 1990. Hemmamatcherna spelas på Shawe View. Smeknamnet är The North.
Klubben grundades 1990 under namnet North Trafford FC, men 1994 ändrades namnet genom att man tog bort North ur namnet till bara Trafford FC. Klubben spelar i Northern Premier League Division One West.